# Coleman (Michigan)
Coleman è un comune degli Stati Uniti d'America, situato nello Stato del Michigan, nella contea di Midland.